# Rosinha de Valença
Maria Rosa Canellas, conhecida por Rosinha de Valença, (Valença, 30 de julho de 1941 — Valença, 10 de junho de 2004) foi uma violonista, cantora e compositora brasileira. O nome artístico lhe teria sido dado por Sérgio Porto, que dizia que ela tocava por uma cidade inteira.
Um gravíssimo problema de saúde a retirou definitivamente do mundo artístico em 1992.

## Biografia
Violonista concertista, cantora, e compositora nascida em Valença, no sul do Rio de Janeiro, Rosinha de Valença foi um dos mais importantes nomes femininos da música popular brasileira e considerada uma das matrizes instrumentais da bossa nova.
Ainda criança começou a se interessar pelo violão, assistindo aos ensaios do conjunto regional de seu irmão, Roberto. Incentivada por esse irmão, começou a estudar violão sozinha, ouvindo músicas de rádio e, aos 12 anos, com técnica impressionante, já tocava na rádio da cidade e animava festas e bailes da região. Deixou os estudos para dedicar-se inteiramente à música e, em 1963, mudou-se para o Rio. Descoberta pelo jornalista Sérgio Porto, o Stanislaw Ponte Preta, que a apresentou a Baden Powell e Aloysio de Oliveira, na boate Au Bon Gourmet. De Sérgio, ganhou o nome artístico de Rosinha de Valença. Na descrição entusiasmada do jornalista, Rosinha tocava por uma cidade inteira.
Passou a tocar na boîte Bottle's, onde ficou por oito meses, e gravou seu primeiro disco, Apresentando Rosinha de Valença (1963), pela gravadora Elenco, pertencente a Aloysio. Destacou-se como excelente instrumentista, apresentando-se em programas de televisão como O Fino da Bossa, ao lado de Baden Powell, mestre de seu estilo no instrumento. Sua atuação com Baden foi fundamental para o rumo instrumental que a bossa nova veio a desenvolver.
Viajou (1964), excursionou pelos Estados Unidos  com Sérgio Mendes e  seu grupo "Brasil 65" e mais Chico Batera, Jorge Ben, Wanda Sá e Tião Neto. O grupo gravou dois discos. Seguiu depois para a Europa como solista de um grupo formado pelo Itamaraty, para divulgar a música popular brasileira no exterior, apresentando-se em 24 países europeus. Rosinha passou também uma temporada em Paris, com uma bolsa de estudos da Embaixada da França. Em 1967, foi a violonista do show Comigo me desavim, de Maria Bethânia.
Depois de sucessivas viagens e apresentações na URSS, Israel, Suíça, Itália, Portugal e países africanos, voltou ao Brasil em 1970 e engajou-se em movimentos de valorização da música instrumental do Brasil.
A artista retornou ao Brasil em 1971 e passou a produzir discos de Martinho da Vila,  participando de seus quatro LPs.  Também produziu discos, dos quais participou igualmente como instrumentista,  Nara Leão, Maria Bethânia e Miúcha, entre outros, e trabalhou com grandes nomes da música internacional, como o saxofonista Stan Getz e a cantora Sarah Vaughn. Depois voltou para a França.
De volta ao Brasil em 1974, organizou uma banda que teve várias formações e contou com a participação de artistas como o pianista João Donato, o flautista Copinha e as cantoras Ivone Lara e Miúcha. Por sua atuação, ganhou um prêmio da Ordem dos Músicos do Brasil. Nos anos seguintes apresentou-se em diversos shows, ao lado de sua banda ou sozinha e acompanhando outros artistas. Gravou mais de uma dezena de LPs, editados no Brasil, EUA, Alemanha e França, por várias gravadoras, entre as quais RCA, Odeon, Forma, Pacific Jazz e Barclay.
Um dos momentos marcantes de suas gravações foi Violões em Dois Estilos, gravado com Waltel Branco, pela Som Livre (1980), com repertório bastante eclético, com faixas como "Porto das Flores" (de sua autoria), "Asa Branca" (de Luís Gonzaga e Humberto Teixeira), "Morena do mar" (de Dorival Caymmi), "Ponteio" (W. Blanco), "Minueto e Prelúdio nº 13" (J. S. Bach).
Quando sofreu a parada cardíaca (1992) que lhe causou uma lesão cerebral e a deixou em coma, ela estava de férias no Brasil. Desde então, Rosinha permaneceu em estado vegetativo  e foi levada de volta para Valença. Dois anos após entrar em coma, um grupo de artistas realizou um show beneficente no Canecão para ajudar a custear suas despesas médicas.

## Últimos anos
Desde então, diversos shows-tributo foram organizados por amigos e familiares para ajudar a custear o tratamento da violonista. Os primeiros oito anos em que permaneceu em coma passou-os na casa da irmã mais velha, Mariló e, após o falecimento desta, ficou aos cuidados de outra irmã, Maria das Graças, em um bairro humilde de Valença, na companhia de alguns parentes, como seu tio Finzinho e seu primo Marcos Aurélio, militar e também músico. Após 12 anos em coma, uma das mais destacadas instrumentistas da Bossa Nova foi internada no Hospital Escola Luiz Giosef Jannuzzi, onde morreu no dia seguinte, em junho (2004), aos 62 anos, de insuficiência respiratória, em sua cidade natal, Valença, no sul do Estado do Rio de Janeiro. Seu corpo foi enterrado no cemitério Riachuelo, no centro de Valença.

## Morte
Rosinha de Valença ficou doze anos em estado de coma. Ela vivia em estado vegetativo desde 1992, quando uma parada cardíaca provocou uma lesão permanente no cérebro da violonista. Dois anos após entrar em coma, um grupo de artistas realizou um show beneficente no Canecão para ajudar a custear as despesas médicas da violonista. Foi uma das várias apresentações realizadas para ajudar e manter a memória da artista. Os primeiros oito anos do coma Rosinha passou na casa da irmã mais velha, Mariló, que morreu. Depois disso, a violonista passou a morar com a irmã mais nova, Maria das Graças, em um bairro humilde de Valença. Afinal, numa quinta-feira, 10 de junho de 2004, a violonista morre,  por insuficiência respiratória, aos 62 anos, em sua cidade natal.  Na noite de quarta-feira, fora internada no Hospital Escola Luiz Giosef Jannuzzi, onde morreu na primeira hora do dia seguinte.
Em 2002, durante entrevista ao jornal O Estado de S. Paulo, a irmã da instrumentista contou que sofria muito em vê-la imobilizada, movendo apenas os olhos. Mas, ainda que a Justiça permitisse, descartou a possibilidade de eutanásia.

## 2017-2024
Em 2017, a pesquisadora Solana Marques iniciou um projeto de resgate em homenagem à artista, que culminou na exposição           "Rosinha de Valença - Chega de Saudade!", evento realizado em 2018, e no livro "Rosinha de Valença - Uma biografia" (2024).
Em 2023, a edição americana da revista Rolling Stone incluiu Rosinha em sua lista dos 250 maiores violonistas/guitarristas do mundo. No ano seguinte, o rapper norte-americano Tyler, the Creator lançou a música "Tomorrow", com uma releitura de "Summertime", versão de Rosinha para a ária de George Gershwin.

## Discografia
- 2004 Namorando a Rosa • Quitanda/Biscoito Fino • CD
- 1990 Rosinha de Valença & Flavio Faria (feat. Toots Thielemans) (Iris Music)
- 1983 Encontro das águas • Espaço Produções Artísticas Ltda.• LP
- 1980 Violões em dois estilos. Rosinha de Valença e Waltel Blanco • Som Livre • LP
- 1977 Sivuca e Rosinha de Valença ao vivo • RCA Pure Gold • LP
- 1976 Cheiro de mato • EMI-Odeon • LP
- 1975 Rosinha de Valença e banda ao vivo • Odeon • LP
- 1973 Rosinha de Valença • Som Livre • LP
- 1971 Um violão em primeiro plano • RCA Victor • LP
- 1970 Rosinha de Valença apresenta Ipanema beat • RCA Victor • LP
- 1966 Rosinha de Valença ao vivo • Forma • LP
- 1965 In person at El Matador. Sergio Mendes & Brasil' 65 • Atlantic/Fermata
- 1965 Brasil' 65-Wanda de Sah featuring The Sergio Mendes Trio • Capitol • LP
- 1963 Apresentando Rosinha de Valença • Elenco • LP